# Морган (окръг, Кентъки)
Вижте пояснителната страница за други значения на Морган.
Окръг Морган (на английски: Morgan County) е окръг в щата Кентъки, Съединени американски щати. Площта му е 995 km², а населението – 13 984 души (2000). Административен център е град Западен Либърти.